# Vegamián
Vegamián es un municipio desaparecido, perteneciente a la comarca de Montaña Oriental (noreste de la provincia de León), que estaba situado a la ribera del río Porma. El municipio desapareció definitivamente el 23 de junio de 1969, bajo las aguas del embalse Juan Benet.
Vegamián quedó incorporado al municipio de Boñar, siete kilómetros aguas abajo del río Porma, según el Decreto 970/1967, publicado en el Boletín Oficial del Estado número 111, de 10 de mayo de 1967.
Junto con Vegamián, desaparecieron el resto de pueblos afectados por la construcción del embalse (Lodares, Armada, Campillo, Quintanilla y Ferreras inundados completamente y Utrero y Camposolillo, expropiados pero no sumergidos). Todos ellos aprobaron sus disoluciones durante el verano de 1967.
Hijo ilustre de este municipio es el escritor Julio Llamazares, nacido en Vegamián en el año 1955.

## Demografía
| Gráfica de evolución demográfica de Vegamian entre 1842 y 1960 |
| |
| Población de derecho según los censos de población del INE Población de hecho según los censos de población del INE Entre el censo de 1970 y el anterior este municipio desaparece porque se integra en Boñar |